# Digras
Digras é uma cidade  no distrito de Yavatmal, no estado indiano de Maharashtra.

## Geografia
Digras está localizada a 18° 44′ N, 77° 14′ L. Tem uma altitude média de 475 metros (1558 pés).

## Demografia
Segundo o censo de 2001, Digras tinha uma população de 39,169 habitantes. Os indivíduos do sexo masculino constituem 52% da população e os do sexo feminino 48%. Digras tem uma taxa de literacia de 72%, superior à média nacional de 59.5%: a literacia no sexo masculino é de 79% e no sexo feminino é de 65%. Em Digras, 14% da população está abaixo dos 6 anos de idade.